# دون لوفجران
دون لوفجران (بالإنجليزية: Don Lofgran)‏ مواليد 18 نوفمبر 1928 في أوكلاند - الوفاة 17 يونيو 1976، كان لاعب كرة سلة أمريكي. بدأ مسيرته الاحترافية في سنة 1950. تم اختياره من قبل فريق فيلادلفيا سفنتي سيكسرز خلال الدرافت. بلغ طوله 6 قدم 5 بوصة (2.0 م). اعتزل اللعب في 1954.

## المسيرة الاحترافية
لعب مع فيلادلفيا سفنتي سيكسرز في موسم 1950–1951، ثم لعب مع غولدن ستايت ووريورز في موسم 1952–1953، ثم لعب مع أتلانتا هوكس في موسم 1953–1954.

## روابط خارجية
- دون لوفجران على موقع إن بي أي (الإنجليزية)
- دون لوفجران على موقع سبورتس رفرنس (الإنجليزية)
- دون لوفجران على موقع كلية كرة السلة في سبورتس رفرنس.كوم (الإنجليزية)
- دون لوفجران على موقع ريلجم (الإنجليزية)